# Ermanno Brignoli
Ermanno Brignoli (né le 31 août 1969 à Alzano Lombardo, dans la province de Bergame, en Lombardie) est un coureur cycliste italien, professionnel de 1995 à 2002.

## Palmarès
- 1994
  - GP Santa Rita
  - Trophée Antonietto Rancilio

## Résultats sur les grands tours

### Tour de France
2 participations
- 1998 : abandon (17e étape)
- 2000 : 59e

### Tour d'Espagne
3 participations
- 1995 : 28e
- 1996 : 97e
- 2001 : abandon

### Tour d'Italie
6 participations
- 1996 : 75e
- 1997 : non partant (11e étape)
- 1998 : 69e
- 1999 : retrait de l'équipe Mercatone Uno après la
- 2000 : 82e
- 2001 : 97e